# Serve del Santissimo Sacramento
Le Serve del Santissimo Sacramento (in spagnolo Siervas del Santísimo Sacramento) sono un istituto religioso femminile di diritto pontificio: le suore di questa congregazione pospongono al loro nome la sigla S.Smo.S.

## Storia
La congregazione fu fondata il 7 settembre 1896 a Caracas da Juan Bautista Castro, futuro arcivescovo della città.
L'istituto ottenne il pontificio decreto di lode il 27 gennaio 1930 e le sue costituzioni ricevettero l'approvazione definitiva da parte della Santa Sede il 16 maggio 1939.

## Attività e diffusione
Le suore si dedicano all'insegnamento del catechismo ai bambini, all'assistenza alle giovani, a opere di promozione sociale a favore di poveri ed emarginati e alla promozione della devozione eucaristica.
Sono presenti in varie località del Venezuela; la sede generalizia è a Caracas.
Alla fine del 2008 la congregazione contava 169 religiose in 28 case.